# Ajmara nyelv
Az ajmara nyelv (ajmara nyelven:Aymar aru) egy természetes nyelv, amely az ajmara nyelvek tagja. A nyelvet főleg Dél-Amerikában, azon belül is leginkább Bolíviában, Peruban és - jóval kisebb mértékben - néhány ajmara közösség beszéli Észak-Chilében is, ahol elismert kisebbségi nyelvnek számít. Egyike annak a maroknyi őslakos nyelvnek, amelynek több mint egymillió beszélője van. Az ajmara a spanyol és a kecsua mellett hivatalos nyelv Bolíviában és Peruban, így fontos szerepe van a a kultúrában, a gazdaságban, a politikai életben a mai napig. 
Egyes nyelvészek azt állítják, hogy az ajmara nyelv rokonságban áll szélesebb körben beszélt szomszédjával, a kecsua nyelvvel. Ez az állítás azonban a mai napig vitatott. Bár valóban vannak hasonlóságok, mint például a majdnem azonos fonológia, a nyelvészek többsége ma úgy véli, hogy a hasonlóságok inkább a hosszan tartó együttélésből eredeztethetőek, mintsem egy közös ősnyelvből.
Az ajmara egy agglutináló nyelv, és bizonyos mértékig poliszintetikus is. Alany-tárgy-ige szórendje van. Háromértékű logikai rendszeren alapul. Általában latin ábécét használják a nyelv leírására, 2015-ben elkezdték a koreai eredetű hangul ábécét is alkalmazni.

## Fordítás
- Ez a szócikk részben vagy egészben  az   Aymara language című angol Wikipédia-szócikk fordításán alapul.  Az eredeti cikk szerkesztőit annak laptörténete sorolja fel. Ez a jelzés csupán a megfogalmazás eredetét és a szerzői jogokat jelzi, nem szolgál a cikkben szereplő információk forrásmegjelöléseként.